# 苏苏语
苏苏语（Soso或Susu）是几内亚苏苏人的语言，属曼德语族。它与雅伦卡语很接近。
它是几内亚的国家语言之一，主要流行于沿海地区。现在也被几内亚人用作贸易语言。
例子：“I wama sigafe maakiti?”意为“你要去集市么？”